# Traktör

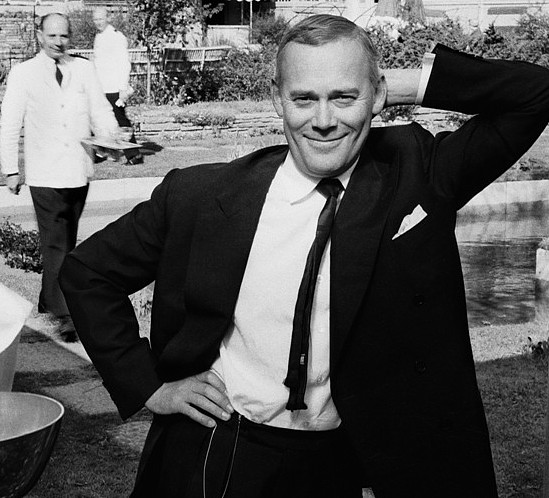
Tore Wretman, som fick titeln hovtraktör 1966.

Traktör (uttalas traktöʹr) är en titel på en person som driver eller förestår en restaurang eller krog. Ordet är bildat utifrån traktera, i analogi med franska traiteur.
Traktören kan vara värdshusvärd, gästgivare, krogvärd, krögare, källarmästare, restauranginnehavare (restaurangägare), eller restauratör.
Titeln traktör var vanlig för källarmästare och värdshusvärdar i Sverige under 1700-talet och under första hälften av 1800-talet. På 1700-talet bildades yrkessammanslutningen Traktörsocietet som existerade till 1846 då skråväsendet avskaffades i Sverige. Därefter ersattes titeln traktör av källarmästare som har blivit vanlig i vår tid. Några exempel på kända svenska traktörer som tilldelats titeln "hovtraktör" är Tore Wretman (1966), Werner Vögeli (1977) och Stefano Catenacci (2012).